# El Paso (koń)
El Paso (ur. w 1967, uśpiony 13 marca 1995) – koń, gniady ogier ze stadniny koni w Janowie Podlaskim, potomek ogiera Czorta i klaczy Ellory.
W 1981, w związku ze światową koniunkturą na konie czystej krwi arabskiej, koń ten został kupiony podczas aukcji przez amerykańskiego filantropa i biznesmena Armanda Hammera za milion dolarów, co było najwyższą w historii sumą zapłaconą za ogiera. Jako że janowska stadnina była własnością państwową, pieniądze ze sprzedaży El Paso przypadły Skarbowi Państwa.

## Życiorys
Po zakończeniu kariery wyścigowej krył przez 4 sezony w Michałowie, gdzie dał wiele potomstwa, m.in. Wizję (od Warmii). W 1975 został wydzierżawiony hodowcy amerykańskiego Eugene LaCroix na okres 3 lat. W 1976 został Czempionem Narodowym USA. W czasie dzierżawy w USA nad jego boksem wisiała tabliczka z jego dumnym przydomkiem, The horse that money couldn’t buy (Koń, którego nie można kupić za pieniądze). Pomimo tego w 1981, tuż przed aukcją został sprzedany Armandowi Hammerowi za milion dolarów.

## Pochodzenie
| 0       | 1      | 2            | 3                  | 4              |
| ------- | ------ | ------------ | ------------------ | -------------- |
| El Paso | Czort  | Wielki Szlem | Ofir               | Kuhailan Haifi |
| El Paso | Czort  | Wielki Szlem | Ofir               | Dziwa          |
| El Paso | Czort  | Wielki Szlem | Elegantka          | Bakszysz       |
| El Paso | Czort  | Wielki Szlem | Elegantka          | Gazella II     |
| El Paso | Czort  | Forta        | Kuhailan Abu Urkub | Kuhailan Zaid  |
| El Paso | Czort  | Forta        | Kuhailan Abu Urkub | 22 Kemir       |
| El Paso | Czort  | Forta        | Porta              | Nedjari        |
| El Paso | Czort  | Forta        | Porta              | Jerychonka     |
| El Paso | Ellora | Witraż       | Ofir               | Kuhailan Haifi |
| El Paso | Ellora | Witraż       | Ofir               | Dziwa          |
| El Paso | Ellora | Witraż       | Makata             | Fetysz         |
| El Paso | Ellora | Witraż       | Makata             | Gazella II     |
| El Paso | Ellora | Elza         | Rasim Pierwszy     | Rasim III      |
| El Paso | Ellora | Elza         | Rasim Pierwszy     | Fasila         |
| El Paso | Ellora | Elza         | El-Zabibe          | Rasim III      |
| El Paso | Ellora | Elza         | El-Zabibe          | Karima         |

## Potomstwo
Wśród wielu 85 potomstwa wyróżniają się:
- Europejczyk (od Europa), Champion Polski Ogierów Starszych z 1988 roku oraz niepobity koń na torze, w 2 lata wygrał 8 gonitw w tym Nagrodę Porównawczą w 1985 roku, Derby w 1986 i Nagrodę Janowa,
- Etogram (od Etruria), Champion Polski Ogierów Straszych i Najlepszy Koń Pokazu w 1994 roku, trzykrotny z rzędu Vicechampion (1991, 1992, 1993), Champion Babolnej z 1993, następnie wydzierżawiony do Szwecji gdzie dostał tytuł Championa Norwegii, Szwecji i Blommeröd,
- Wizja (od Warmia), zdobywczyni tytułu US National Champion Mare w 1977 roku,
- Eros (od Eskapada), zdobywca tytułu Reserve Champion Stallion w 1978 roku.